# Salim Mehmud
Salim Mehmud Dr. (Brit India, Karacsi, 1930 [forrás?] –) pakisztáni nukleáris energiával foglalkozó tudós, a pakisztáni űrkutatás egyik megteremtője.

## Élete
Egyetemi tanulmányait az University of the Punjab keretében végezte. 1955-ben fizikából és matematikából diplomázott. Tanulmányait folytatva 1957-ben fizikából doktorált.
1957-ben csatlakozott a Pakisztán Atomenergia Bizottság (Pakistan Atomic Energy Commission – PAEC)  munkájába, a  Nuclear Engineering Division (EO) szolgált. Ösztöndíjasként Amerikába utazott. Az Észak-Karolinai Állami Egyetemen 1959-ben fizikai és villamosmérnöki tudományos fokozatot szerzett. 1961-ig az Oak Ridge National Laboratory munkatársa volt. Amerikai tartózkodása alatt 1961-ben csatlakozott a Nemzeti Repülési és Űrhajózási Hivatal (National Aeronautics and Space Administration – NASA) munkájához. A szilárd hajtóanyagú rakéták fejlesztésének programjában tevékenykedett, ahol a Goddard Space Center-ben megismerkedett az amerikai rakéták technológiával.
Az 1961-ben alapított Világűr és Felső légkör Kutatási Bizottság (Space and Upper Atmosphere Research Commission – SUPARCO) munkatársa,  1964-ben az Oak Ridge Institute for Science (ORISE) keretében nukleáris mérnökként doktorált.
Fontos tevékenységet végzett a Sonmiani és Tilla űrközpontok felépítésében.
Tudományos és Technológiai Védelmi Szervezet (Defence Science and Technology Organization – DESTO) tanácsadója.
1980-tól a SUPARCO elnökeként feladata lett a Hatf rakétaprogram teljesítése.
1984-től elindította a Badr műholdas programot. A SUPARCO tudósainak és mérnökeinek fejlesztése és építése létrehozta az első hazai digitális kommunikációs mikróműholdat. 1990-ben pályára állították a Badr–A rádióamatőrök kapcsolatát segítő műholdat.
A rakéta tudomány és a technológia pakisztáni szószólója.
2009-ben a Pakisztáni Hírközlési Minisztérium legfőbb tudományos és technológiai tanácsadója.

## Szakmai sikerek
- Sitara-i-Imtiaz (1990). A harmadik legnagyobb civil díj Pakisztánban.
- French Medal for Aeronautics (Francia repüléstechnikai érem – 1989),